# 不期而愛2
《不期而愛2》，為泰國WeTV於2020年9月2日起播出的浪漫愛情喜劇，改編自MAME12938（Nampaka）的小說《我意外的愛是你》（รักนี้บังเอิญคือคุณ）。由王俊勇（Perth）、洪天逸（Mean）、林樂杰（Plan）、陳瑞書（Mark）、陳智霆（Gun）、周浩德（Title）及南思睿（Earth）主演。
此劇由Studio Wabi Sabi製作，為電視劇《不期而愛》的續作。2020年9月在WeTV首播，同年11月終映。

## 劇情簡介
該劇講述Tin商業世家繼承人，冷酷、自信，信奉人與人之間是利益關係，沒有真情，但是隨著遇到了愛的人，這個想法發生改變，他看到那個人會發自內心的笑，想每天看到他。Can活潑純真、講義氣，路見不平拔刀相助，願為朋友兩助插刀，；Ae善良慷慨、不計回報、不畏權勢；Pete 善良、單純，生活在象牙塔中涉世未深的懵懂少年，但勇於面對內心真實的自己，某天被父親打斷威脅，並命令他和Ae馬上分手，如果不答應他會派人傷害Ae和他的家人，為了保護心愛的人不被傷害只能答應並出國留學；Techno學院足球隊隊長，溫柔耐心，暖心的大哥哥；Kengkla聰明帥氣可愛、非常腹黑，佔有慾很強。他們同在工程學院讀書，雖然身份背景、性格愛好都不相同，但卻不妨礙他們成為各自成長路上的小夥伴、好朋友，互相扶持、陪伴自己共同成長。

## 演員陣容
註：括號內的演員姓名為小名。

### 主要人物
- 王俊勇（Perth）飾演 Ae

為人正直、樂於助人的陽光大男孩，在之前的18年人生里從未談過戀愛。在幫助Pete時彼此了解，慢慢地發現到自己的感情,和Pete在一起的時光特別幸福，沒想到美好的時光卻是那麼短暫，因為Pete的父親逼迫他們分手，如果不答應會讓他們不好過，愛人不想讓他承受這些於是答應這個要求並出國留學，兩人被迫分開。
- 黃明明（Saint）飾演 Pete（本季未出演，僅出現於Ae回憶/回顧之片段中）

善良單純，樂於助人的美男子，是少女們心目中的白馬王子。 Pete知道自己喜歡男生。被Ae幫助了而互相了解，發現到自己喜歡Ae卻沒勇氣告訴他，怕被他討厭，結果心意相通。第13集在臉書上看到了Ae為他所寫的歌而感動落淚，最後回國與Ae重逢。
- 洪天逸（Mean）飾演 Tin

冷漠無情，毒舌，缺乏關愛的富二代美男子，商業帝國的繼承人，被自己最信任的哥哥傷害背叛，認為人與人之間金錢至上，不相信真正的感情，但因為之後遇到Can在和他相處的過程中改變了想法，深愛Can，被拒絕之後本來柔軟的心又變得堅硬，但是看到自己心愛的人比賽輸了還是會去安慰他鼓勵他擁抱他。
- 林樂杰（Plan）飾演 Can

單純善良，呆萌可愛，是個十足的小吃貨，可以為好朋友兩肋插刀，是大家的開心果，對愛情一竅不通，比較遲鈍，在過程中已經喜歡上Tin但不自知於是拒絕了他，當明白自己的感情之後主動找Tin提出交往並相戀，看到自己的愛人被不平等對待積極維護質問，Tin的父親因為這件事情對他刮目相看並支持他們交往。
- 陳瑞書（Mark）飾演 Kengkla

Techno的弟弟Technic的同班同學，帥氣頭腦靈光的腹黑男，佔有欲很強，喜歡Techno，策劃了三年讓他完全屬於自己，成功之後對方開始躲著他，但是他沒有放棄，每天準時來接送，於是在他的堅持不懈的努力下對方逐漸接受並愛上了他，兩人交往的同時一直提醒自己一定要小心謹慎，不能讓愛人發現他之前的計謀。後來一度被拆穿而讓自己受到Techno討厭，但最終靠著真心感動了對方，兩人最後在一起。
- 陳智霆（Gun）飾演 Techno

Technic的哥哥，校足球隊隊長，性格單純，經常被人捉弄，平時對學弟關愛有加，對感情反應較慢，Kengkla對他的追求讓他驚慌不已，不知道如何面對，但是看到了他的付出心中感動不已並愛上了他，兩人相戀，後面發現愛人欺騙他的事情非常傷心生氣，懲罰他寫了一個月的情書，知道他是真心愛自己於是原諒了他。兩人最後在一起。
- 周浩德（Title）飾演 Tum

樂隊主唱，Tar的哥哥，重組家庭，曾經喜歡Tar，對他關懷備至，最後聽取Tar的建議，決定努力抓緊身邊那個對的人，開始喜歡Keen。
- 南思睿（Earth）飾演 Tar

Tum的弟弟，兩人並非親生兄弟，只是重組家庭，理想是做法國大廚，四年前受過情傷和傷害，所以有情感障礙，喜歡Tum又不敢開口，卻沒想到Tum也喜歡著他，第一季最後與Tum在一起，但本季表明兩人應該放下過去往前走，並暗示Tum要好好把握身邊那個對的人。

### 其他人物
- Surat Permpoonsavat（Yacht）飾演 Pond

Ae的好朋友兼室友，ChaAim的男朋友，有義大利血統(外公是義大利人)，校園百事通，Ae和Pete戀情的助攻。
- Samantha Melanie Coates（Sammy）飾演 Bow

Ae、Pond的好友。
- Kris Songsamphant 飾演 Technic

Techno的弟弟。
- Thapanat Athikompokin（Boss）飾演 Keen

Tum樂隊成員。喜歡Tum而時常徘徊在他身邊，後與Tum相戀。
- Nichakoon Khajornborirak（Meen）飾演 Tul

Tin的哥哥，同父異母，有著出眾的外貌，性格琢磨不透深不可測，從小祖母一直不喜歡他並對他惡語相向，經常毆打他，這促使著他內心變得扭曲，非常厭惡Tin ，因為祖母只寵愛他，同時他一直預謀策劃著如何誣陷自己的弟弟，在別人面前他是完美無缺的男人，只有一個人能讓他卸下偽裝做回自己，那個人就是Hin。
- Supha Sangaworawong（Est）飾演 Gonhin

Tul的青梅竹馬，也是他真正的愛人。
- Krittin Sosungnern（Krit）飾演 Mai

Pond的好友。
- Praeploy Oree（Pray）飾演 Lemon

Can的妹妹。
- Preya Wongrabeb（Mam）飾演 Can的媽媽
- Norravit Songtrai 飾演 Champ
- Pisitpon Ekpongpisit（Jump）飾演 Job

### 特別出演
- Chonwari Chutiwatkhotrachai（Am）飾演 Ae的媽媽
- Mudchima Pluempitiviriyavaj（Bua）飾演 Chompoo

## 外部連結
- WeTV 官方網站 （页面存档备份，存于）（泰文）
- MyDramaList 劇集介紹及劇評 （页面存档备份，存于）（英文）
- 豆瓣劇集介紹 （页面存档备份，存于）（中文）

## 其他資源
- 原著小說：My Accidental Love is You รักนี้บังเอิญคือคุณ